# Nucula donaciformis
Nucula donaciformis is een tweekleppigensoort uit de familie van de Nuculidae. De wetenschappelijke naam van de soort is voor het eerst geldig gepubliceerd in 1895 door E. A. Smith.